# Kornyn (Dorf)
Kornyn (ukrainisch Корнин, russisch Корнин Kornin, polnisch Kornin oder älter Kiekornin) ist ein Dorf in der Westukraine etwa 13 Kilometer westlich der Rajons- und Oblasthauptstadt Riwne am Flüsschen Ustja (Устя) gelegen.

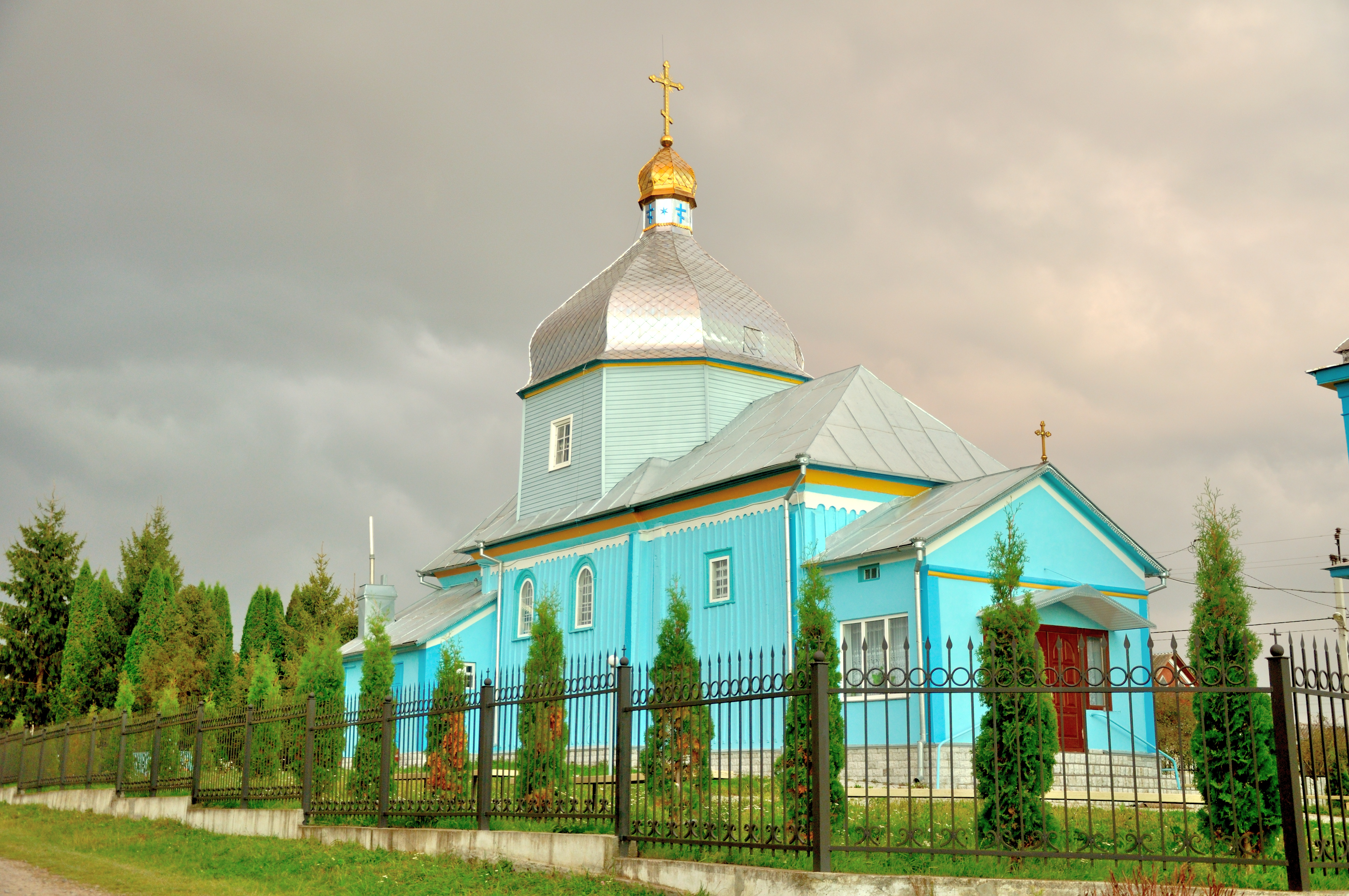
Kirche im Ort

## Geschichte
Der Ort wird 1470 zum ersten Mal schriftlich erwähnt und gehörte bis 1793 in der Woiwodschaft Wolhynien zur Adelsrepublik Polen-Litauen. Mit den Teilungen Polens fiel der Ort an das Russische Reich und lag bis zum Ende des Ersten Weltkriegs im Gouvernement Wolhynien.
Nach dem Ersten Weltkrieg kam der Ort zu Polen (in die Woiwodschaft Wolhynien, Powiat Równe, Gmina Równe), im Zweiten Weltkrieg wurde er zwischen 1939 und 1941 von der Sowjetunion besetzt. Nach dem Überfall auf die Sowjetunion im Juni 1941 wurde er dann bis 1944 von Deutschland besetzt, dies gliederte den Ort in das Reichskommissariat Ukraine in den Generalbezirk Brest-Litowsk/Wolhynien-Podolien, Kreisgebiet Rowno.
Nach dem Krieg wurde der Ort der Sowjetunion zugeschlagen. Dort kam das Dorf zur Ukrainischen SSR und seit dem Zerfall der Sowjetunion 1991 ist es ein Teil der unabhängigen Ukraine.

## Verwaltungsgliederung
Am 7. Mai 2018 wurde das Dorf zum Zentrum der neugegründeten Landgemeinde Kornyn (Корнинська сільська громада Kornynska silska hromada). Zu dieser zählen noch die 4 in der untenstehenden Tabelle aufgelisteten Dörfer, bis dahin bildete es zusammen mit den Dörfern Kolodenka und Sahoroschtscha die Landratsgemeinde Kornyn (Корнинська сільська рада/Kornynska silska rada) im Südwesten des Rajons Riwne.
Folgende Orte sind neben dem Hauptort Kornyn Teil der Gemeinde:
| Name                     | Name       | Name                      | Name       | Name |
| ukrainisch transkribiert | ukrainisch | russisch                  | polnisch   |      |
| ------------------------ | ---------- | ------------------------- | ---------- | ---- |
| Kolodenka                | Колоденка  | Колоденка                 | Kołodenka  |      |
| Porosowe                 | Порозове   | Порозовое (Porosowje)     | Porozów    |      |
| Sahoroschtscha           | Загороща   | Загороща (Sagoroschtscha) | Zahoroszcz |      |
| Tajkury                  | Тайкури    | Тайкуры (Taikury)         | Tajkury    |      |